# My beloved is mine
My beloved is mine, and I am his (El meu estimat és meu, i jo sóc seu), o Canticle I, op. 40, és el primer d'una sèrie de cinc cançons per a soprano o tenor i piano compostes per Benjamin Britten. Es va estrenar al Central Hall Westminster de Londres l'1 de novembre de 1947, i va ser transmès posteriorment aquest mateix mes pel Tercer Programa de la BBC. Va ser compost per a un concert commemoratiu. El text està extret de la poesia de Francis Quarles basada en el Càntic bíblic dels Càntics. Va ser publicat per Boosey &amp; Hawkes sota el títol més breu Canticle I: My beloved is mine.

## Antecedents i història
Britten va compondre els cinc Càntics durant un període prolongat de gairebé 30 anys, entre 1947 i 1975. Tenen en comú ser escrits per a veus, tots inclouen un tenor pensant en Peter Pears, com a resultat de "la relació personal i creativa entre Britten i la seva musa més important". Tots estan configurats per a textos religiosos però no bíblics. El primer treball d'aquest tipus es va titular possiblement Càntic perquè establia una paràfrasi de versos del Càntic dels Càntics, de vegades anomenats Càntics. En les obres, Britten va seguir el model dels Divine Hymns de Purcell, i va escriure música que es pot veure com a cantates en miniatura i com a cicles de cançons.
Canticle I: My beloved is mine and I am va ser escrit el 1947 per a un concert commemoratiu de Dick Sheppard, que havia estat vicari a St Martin-in-the-Fields i havia fundat la Peace Pledge Union. El text va ser extret d'A Divine Rapture de Francis Quarles, que es basa en la cançó bíblica dels càntics.